# 由良湊神社
由良湊神社（ゆらみなとじんじゃ）は、兵庫県洲本市由良三丁目にある神社。
鎮座地の由良地区は淡路島の東南部に位置し、紀淡海峡を隔てて和歌山に相対する天然の港湾である。
祓い清めの水戸の神々である速秋津日古神と速秋津比売神並びに、いわゆる八幡神の品陀別尊を祭神とし、氏子からは「はちまんさん」と呼び習わされている。
延喜式内社 津名郡 九座の中の小社で、旧社格は郷社。現在は神社本庁包括下の神社である。

## 略記
当神社の創立年代は不詳だが、由良水門の守り神として祀られたものと思われる。
鎮座地の由良は淡路上陸の要所として古代より栄え、延喜の制では由良駅が置かれ馬五頭が配されていた。
中世の状況については詳細は不明だが、八幡神の信仰が全国的に盛んになるにつれ、いつしか当地にも八幡宮が祀られたと考えられる。
近世、成山城城主の池田忠長が、現由良小学校地に在った八幡宮を再興して氏神と定め、由良湊神社を境外摂社とした。次いで、阿波・淡路両国の領主蜂須賀氏も成山城を居城としたが、寛永年間に「由良引け」を断行、国府が洲本へ移った。この時、藩邸を築く為に八幡宮を湊神社の境内に移して社殿を造営した。
明治三年に両社を合併して延喜式の社名「由良湊神社」とし、今に至る。
社名についての諸説

由良浜神社の社名は『朝野群載』に見えるが、それ以降の資料には見当たらない。これに代つて慶長時代より当地の産土神と伝える王子權現社の社名が諸書に散見され、この權現社を以って由良湊神社とするのが通説である。
これに対し、中途絶えたりと言われる八幡宮の末社天神社を当てる説があり、又、天神社即ち王子權現社節ち由良湊神社とする異説がある。以上の如く、当社に付いては諸説があり、前記天神社廃絶の時代、權現社出現の時代と両者の関係及び由良湊神社との関係を明らかにするに足る資料が無いので、何れの説が正しいかは遽かに断定し得ないが、当地区内の旧内田村庄屋渡邊月石の著『堅磐草』の王子權現社祭礼に関する記事中に「土俗旧染にて是權現祭と稱しつつも湊の神社なる。事は弁知せり」とあるのを採り、權現社即ち由良湊神社とするのが妥当であろう。代々の庄屋として神社の実情に最も通じていたと考えられるからである。尚、康永四年(1345)由良荘が 新熊野社領となつているので、この頃より由良湊神社を漸次王子權現社と呼称し、終には權現社名のみが慣用されるに至ったのではないかと思われるがその明證がないので断定を避け、ここでは後考の参考として附言して置くこととする。
『淡國通記』由良湊神社ー近年攝八幡宮境内矣後人誤以八幡宮勿爲湊神社。
『淡路常盤草』八幡宮の攝社に王子權現社あり八幡宮勧請の後王子の社は古よりの産土神なりとて八幡宮の攝社に加へたりと云傳ふ此王子社則ち湊神社なるべしと此說尤もなり。  
『味地草』八幡神境にあり――当社は王子權現と稱し此浦の本居にして古より鎮座ありしに後年八幡社を此地に移せしより攝社に加へたり是湊の神社なり。 

『淡州神社考』鳴山明神は湊神社なるべし――古へ在りと云天神社と稱し湊神社にも有らん。 

## 主な祭典
例祭　通称邌子祭（ねりこまつり）2月11日
- 数えで三歳になった幼児の氏子入りを奉告し、無事成育を祈願をする祭。湊神社から若宮神社までの約700mを、稚児とその家族親族が練り歩く。

夏越祭（なごしまつり）7月最終日曜日
- 疫病を退け健康を祈る祭。氏子の男衆が神輿を担ぎ、外浜のお旅所までの約1㎞を、町中の人々から暑気払いの水が浴びせかけられる中、「チョウサジャ、チョウサジャ」の掛け声も勇ましく練り歩く。

岬まつり（三月・十月）
- 大漁と海上安全を祈願する漁師町ならではの祭。御神酒とかけのうお（鯛やヒラメを縄で結わえたもの）のお供えを持ち、地域の神社を順々に参拝する。